# 石井庄八
石井庄八（日语：／ Ishii Shohachi，1926年9月20日—1980年1月4日），千叶县市川市出身，日本男子摔跤运动员。他曾代表日本参加1952年夏季奥林匹克运动会摔跤比赛，获得男子自由式雏量级金牌。